# San Salvatore de Inversis
San Salvatore de Inversis, även benämnd San Salvatore de' Ramberti och San Salvatore ai Coronari, var en kyrkobyggnad i Rom, helgad åt Frälsaren. Kyrkan var belägen vid dagens Via dei Coronari i Rione Ponte. 
Tillnamnen ”Inversis” och ”Ramberti” syftar på två romerska adelsfamiljer som residerade i området.

## Kyrkans historia
Kyrkan uppfördes sannolikt under 1100-talet. Dess första dokumenterade omnämnande förekommer i en bulla promulgerad av påve Alexander III år 1177. Kyrkan nämns därefter i en bulla utgiven år 1186 av påve Urban III; bullan uppräknar den bland filialerna till församlingskyrkan San Lorenzo in Damaso. År 1218 underställdes San Salvatore församlingskyrkan Santi Celso e Giuliano tillsammans med två andra kyrkor: Sant'Angelo de Miccinellis och San Pantaleo iuxta Flumen.
Kyrkan omnämns i Catalogo di Cencio Camerario, en förteckning över Roms kyrkor sammanställd av Cencio Savelli år 1192 och bär där namnet Salvatori in Bersorum.
Därtill förekommer den i Il catalogo Parigino (cirka 1230) som Salvator de Nubersis, i Il catalogo di Torino (cirka 1320) som Ecclesia sancti Salvatoris de Impersis och i Il catalogo del Signorili (cirka 1425) som sci. Salvatoris de conversis.
Vid mitten av 1500-talet etablerade sig adelsfamiljen Del Drago från Viterbo i Rom och införskaffade några byggnader vid Via Recta (dagens Via dei Coronari) för att där uppföra ett palats. Kyrkan San Salvatore kom i samband med detta att inlemmas i Palazzo del Drago. År 1681 restaurerades kyrkan, som vid denna tid blivit ett privatkapell, på uppdrag av Mario Del Drago, kanik i Vatikanen.

Piazzetta del Drago

Piazzetta del Drago, som i dag utgör en del av Via dei Coronari, är en kort återvändsgränd i Rione Ponte. Vid nummer 45 finns en 1500-talsportal flankerad av pilastrar med korintiska kapitäl. Portalbågens svicklar hade tidigare små skulpterade huvuden.